# 福岡県道713号唐尾広川線
福岡県道713号唐尾広川線（ふくおかけんどう713ごう からおひろかわせん）は、福岡県みやま市から八女郡広川町に至る一般県道である。

## 概要
みやま市瀬高町小田から八女郡広川町大字新代に至る。ほぼ南から北へ向かっている。広川町の区間は拡幅整備されているが、その他はほとんど狭隘な地方道である。

### 路線データ
- 起点：福岡県みやま市瀬高町小田（福岡県道715号湯辺田瀬高線交点）
- 終点：福岡県八女郡広川町大字新代（福岡県道84号三潴上陽線交点）

## 路線状況

### バイパス
- みやま市瀬高町小田の起点から筑後市大字溝口の福岡県道792号船小屋八女線交点までの区間で、矢部川を渡る南筑橋の架け替えを伴う1,430 mのバイパスを事業中[1]である。2010年（平成22年）2月に南筑橋が完成、先行して供用開始[2]された。

### 重複区間
- 福岡県道792号船小屋八女線（筑後市大字溝口・溝口交差点 - 八女市川犬）

### 道路施設

#### 橋梁
- 南筑橋（矢部川、みやま市 - 筑後市）
- 川犬橋（八女市）
- 日上橋（八女市）
- 水町橋（八女市）
- 前田橋（花宗川、八女市）
- 八反田橋（八女市）
- 二又橋（八女市）
- 鵜ノ池橋（八女市）
- 宮前橋（八女市）
- 行幸橋（八女市）
- 村中橋（八女市）
- 広川橋（広川、八女郡広川町）
- 長延川橋（長延川、八女郡広川町）

## 地理

### 通過する自治体
- みやま市
- 筑後市
- 八女市
- 八女郡広川町

### 交差する道路
| 交差する道路                           | 市町村名 | 市町村名 | 交差する場所 | 交差する場所 |
| -------------------------------------- | -------- | -------- | ------------ | ------------ |
| 福岡県道715号湯辺田瀬高線              | みやま市 | みやま市 | 瀬高町小田   | 起点         |
| 福岡県道792号船小屋八女線 重複区間起点 | 筑後市   | 筑後市   | 大字溝口     | 溝口交差点   |
| 福岡県道792号船小屋八女線 重複区間終点 | 八女市   | 八女市   | 川犬         |              |
| 福岡県道793号柳瀬筑後線                | 八女市   | 八女市   | 新庄         |              |
| 福岡県道96号八女瀬高線                 | 八女市   | 八女市   | 鵜池         | 鵜の池交差点 |
| 国道442号 / 八女筑後バイパス           | 八女市   | 八女市   | 亀甲         | 亀甲交差点   |
| 佐賀県道・福岡県道15号佐賀八女線       | 八女市   | 八女市   | 龍ヶ原       | 龍ヶ原交差点 |
| 福岡県道84号三潴上陽線                 | 八女郡   | 広川町   | 大字新代     | 終点         |

### 沿線
- 八女市立西中学校
- 八女市立岡山小学校
- 西日本短期大学附属高等学校
- 八女市野球場